# Альгарінехо
Альгарінехо (ісп. Algarinejo) — муніципалітет в Іспанії, у складі автономної спільноти Андалусія, у провінції Гранада. Населення — 3552 особи (2010).
Муніципалітет розташований на відстані близько 350 км на південь від Мадрида, 50 км на захід від Гранади.
На території муніципалітету розташовані такі населені пункти: (дані про населення за 2010 рік)
- Альгарінехо: 1783 особи
- Ла-Каррера-де-ла-Вінья: 311 осіб
- Фуентес-де-Сесна: 549 осіб
- Паланкар: 357 осіб
- Ла-Сауседілья: 188 осіб
- Сьєрра-де-Охете (Чите): 179 осіб
- Деесілья: 185 осіб

## Демографія
Динаміка населення (INE ):

## Галерея зображень

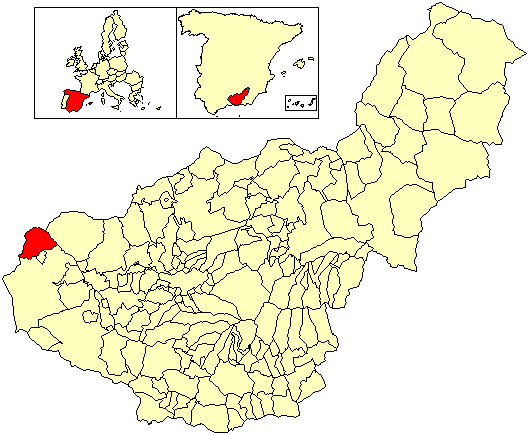
Розташування муніципалітету у провінції Гранада
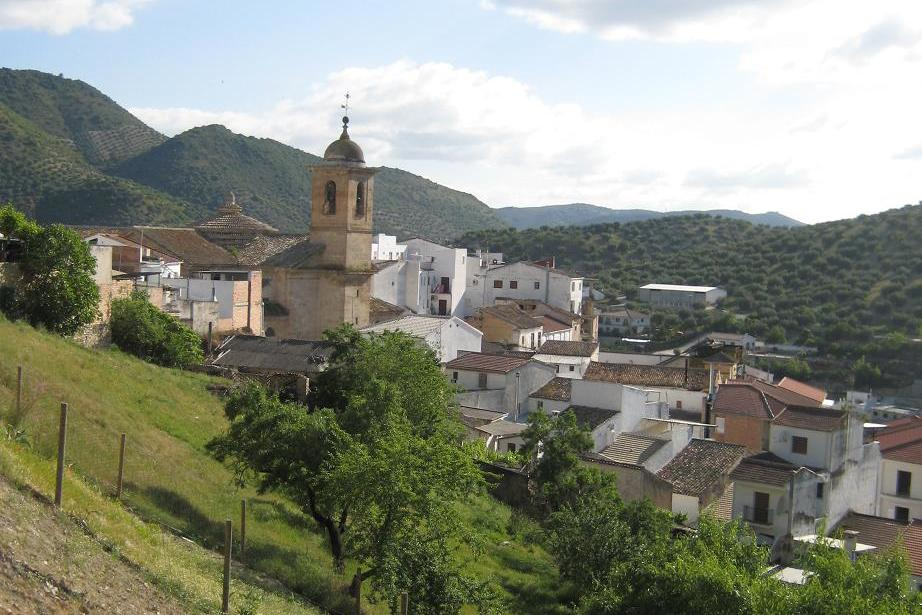
Вид на Алгарінехо (2009)